# Pitts Special (PowerLand)
Pitts Special in PowerLand (Kauhava, Südösterbotten, Finnland) ist eine Stahlachterbahn vom Modell Infinity Coaster des Herstellers Gerstlauer Amusement Rides, die am 24. Juni 2020 eröffnet wurde.
Die 693 m lange Strecke erreicht eine Höhe von 43,5 m und verfügt über eine erste Abfahrt von 85°. Die Züge, die aus jeweils zwei Wagen mit Platz für jeweils vier Personen (eine Reihe) bestehen, erreichen eine Höchstgeschwindigkeit von 100 km/h.